# マスゲーム

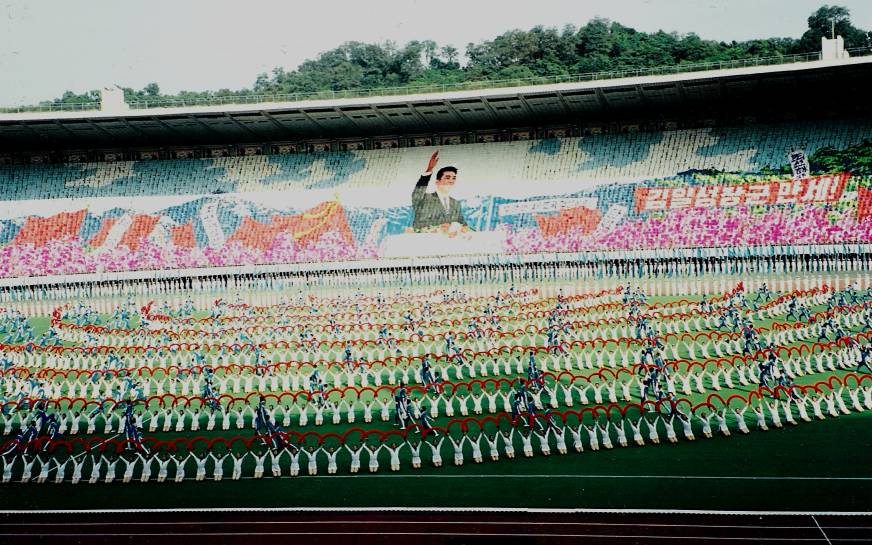
北朝鮮の首都平壌で行われたマスゲーム（1998年）。

マスゲームとは、多人数が集まって体操やダンスなどを一斉に行う集団演技。同調性の高い動作を行うことを特徴とする。集団体操ともいう。
本来、マスゲームは群舞とは形式の異なるものである。群舞とは2人以上によって2つ以上の異なるリズムが複合されたものにのせて行う踊りのことで、特に複合リズムによって表現すべきモチーフを内在している舞踊のことをいう。2人以上であっても同一リズムに合わせた踊りは群舞とは言わない。伝統的な旧来のマスゲームは単一リズムで必ずしもモチーフをもたない集団運動にすぎないものだったが、比較的時代の新しいマスゲームでは単なる装飾舞踊ではなく群舞の要素も含んでいる。

## 概要
比較的時代の新しいマスゲームは1人で表現される「点」が多人数で表現される「マス」の一部となり、その集団のマスの動きによって表現すべきモチーフを描き出そうとする。マスゲームや群舞で踊り手の並んだ形体のことをフォーメーション (formation) といい、舞踊構成では、その形の組み合わせによって表出に変化を加える。
マスゲームは同時性シンメトリー (Synchronized Symmetry) の視覚的効果を利用している。これは左右、上下、前後あるいは放射形が同時にシンメトライズして動く表現構成で、通常は小規模な集団が同時に同じ運動をシンメトリックに構成することで表現する。同時性シンメトリーは舞踊や体操などにもみられる最も安定感の強い表現形式で簡単かつ効果的な表現形式でもある。
マスゲームは集団における連帯性の高さを来場者に示すパフォーマンスとして大型のスポーツイベントなどで集団遊技として行なわれている。また、工場においても集団体操は行われていた。
日本でマスゲームという言葉が使われるようになったのは、1925年の第2回明治神宮競技大会からといわれている。マスゲームはドイツ語のMassenturnenが語源であり、多人数を表す「マス」 (mass) と「ゲーム」 (game) を合わせた和製英語であったが、北朝鮮（日本のマスゲームを見て自国で行うようになった）で行われるアリラン祭のイメージが世界中に浸透した影響から用語が国際化している。
数百人ないし数千人もの大人数を動員するマスゲームは有償では人件費や交通費が大きな問題となるため、多くの場合は無報酬で長期間に渡って練習会に参加できる会場に近い学校の生徒やその関係者の校内活動、協力企業の慈善活動や市民のボランティアなどの協力により、行なわれるデモンストレーションである。しかし、一部の国家や団体の強権的な指導のもとで強制的に行われるイベントのマスゲームのように国威発揚や団体のイメージアップで行なわれるものもあり、一概にあてはまるものでもない。

## 各国のマスゲーム

### 欧米

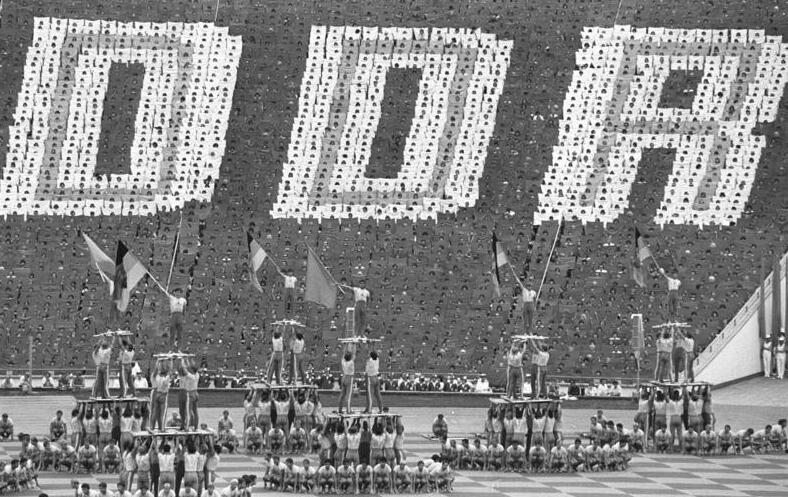
欧州の社会主義国のマスゲームの例　東ドイツ「体操とスポーツの祭典」(Turn- und Sportfest der DDR) 1977年　ライプツィヒ・ツェントラールシュタディオン

ルーマニアのチャウシェスク政権やティトーのユーゴスラヴィアといった社会主義国によって行われていたものが北朝鮮におけるマスゲームの先駆とされる。
欧米の農業祭などでの行事として、馬に乗って行われるものもある。ルールに従って馬を操り、統制の取れた動きを演じる。スペインのセビリア祭のものが有名。 ドイツには19世紀、効率の良い体操指導法として、号令によって一斉に体操する合同体操が普及し、それがマッセントゥルネンと呼ばれた。体操の有意義さを訴え、体操を普及させるためのツールとして、見せ物としてのマスゲームが発展した。そして、そのマスゲームが旧チェコスロバキア、オーストリア、スイスなどの外国にも広がっていった。

### 朝鮮民主主義人民共和国

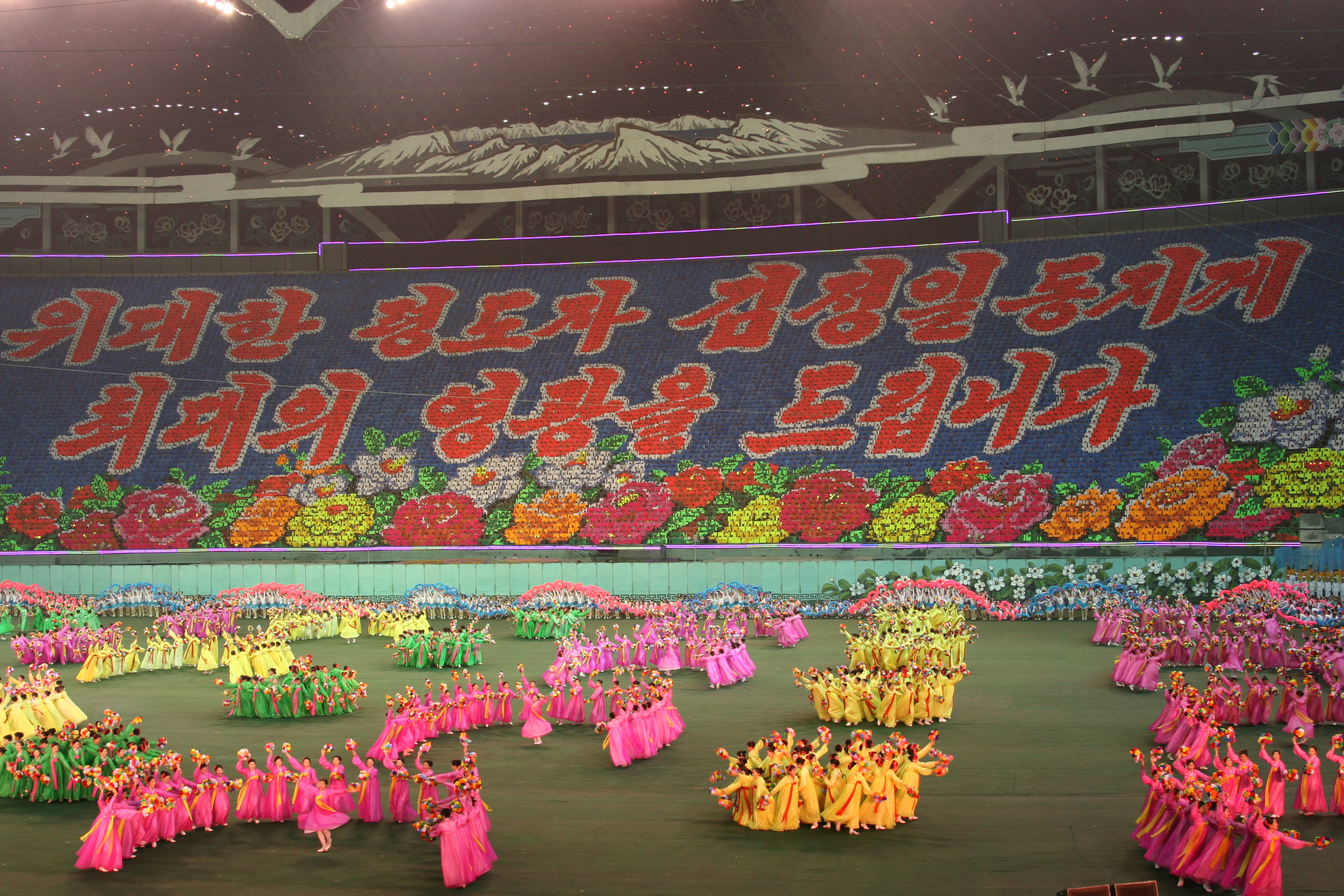
世界最大のマスゲーム。後方の背景は人文字。（アリラン祭）

朝鮮民主主義人民共和国（北朝鮮）で行われる人文字を使ったマスゲームは、10万人を動員して1時間半にわたって行われるなど、特に大規模なことで有名である。13から14の部に分割され、それぞれ金日成の誕生などを主題に持つ。1972年5月31日には日本の東京で朝鮮総連主催がする金日成の生誕60年を祝うマスゲームが開催された。1990年9月25日には、北朝鮮を訪問した日本の議員訪朝団をマスゲームの式典で称えた。2004年、BBC制作のドキュメンタリー映画『ヒョンスンの放課後』の映画監督のダニエル・ゴードンはCNNの Insight の中で、マスゲームは1人の失敗が全体の大きな失敗を引き起こすということを実感させ、チームワークと全体主義を教え込むために行われているのだと述べている。北朝鮮を訪れていた国務長官マデレーン・オルブライト（クリントン政権下）がマスゲームを「驚愕した/すばらしい (amazing) 」と讃えたところ、『ワシントン・ポスト』により「国務長官は（人権に関わる）こうした問題にまったく言及しなかった。これはアメリカの威信を損なうものである。もっと明確に人権問題について語るべきであった」と厳しく批判された。朝鮮日報によると北朝鮮のはマスゲームは10万人が動員され、北朝鮮の体制を称賛する内容と体操と踊り、人文字を強制させて行う人権侵害として有名である。北朝鮮の子どもたちは北朝鮮賛美や金一族を賛美するマスゲーム公演の準備のために練習期間には学校にも行けず、過酷な練習に駆り出されることが広く知れ渡っている。2014年に発行された国連の北朝鮮人権調査委員会の報告書で「夏の暑い日差しの中、コンクリートの上で練習していると気絶する人も珍しくなかった」「急性虫垂炎なのに我慢して練習していた7、8歳くらいの男子児童は、治療を受けられずに死亡した」と指摘されている。
2019年6月3日、北朝鮮ではマスゲームの芸術公演「人民の国」が始まったが、初演を観覧した金正恩朝鮮労働党委員長から誤謬だらけの創作・創造で、創作メンバーの無責任な演出であり、時代錯誤、過度にワンパターンと酷評され、当分休演となった。
観覧料は次の通りで外貨獲得の手段となっている。
- VIP 800ユーロ（約9万8000円）
- 1等席 500ユーロ（約6万1000円）
- 2等席 300ユーロ（3万7000円）
- 3等席 100ユーロ（1万2000円）

### 大韓民国

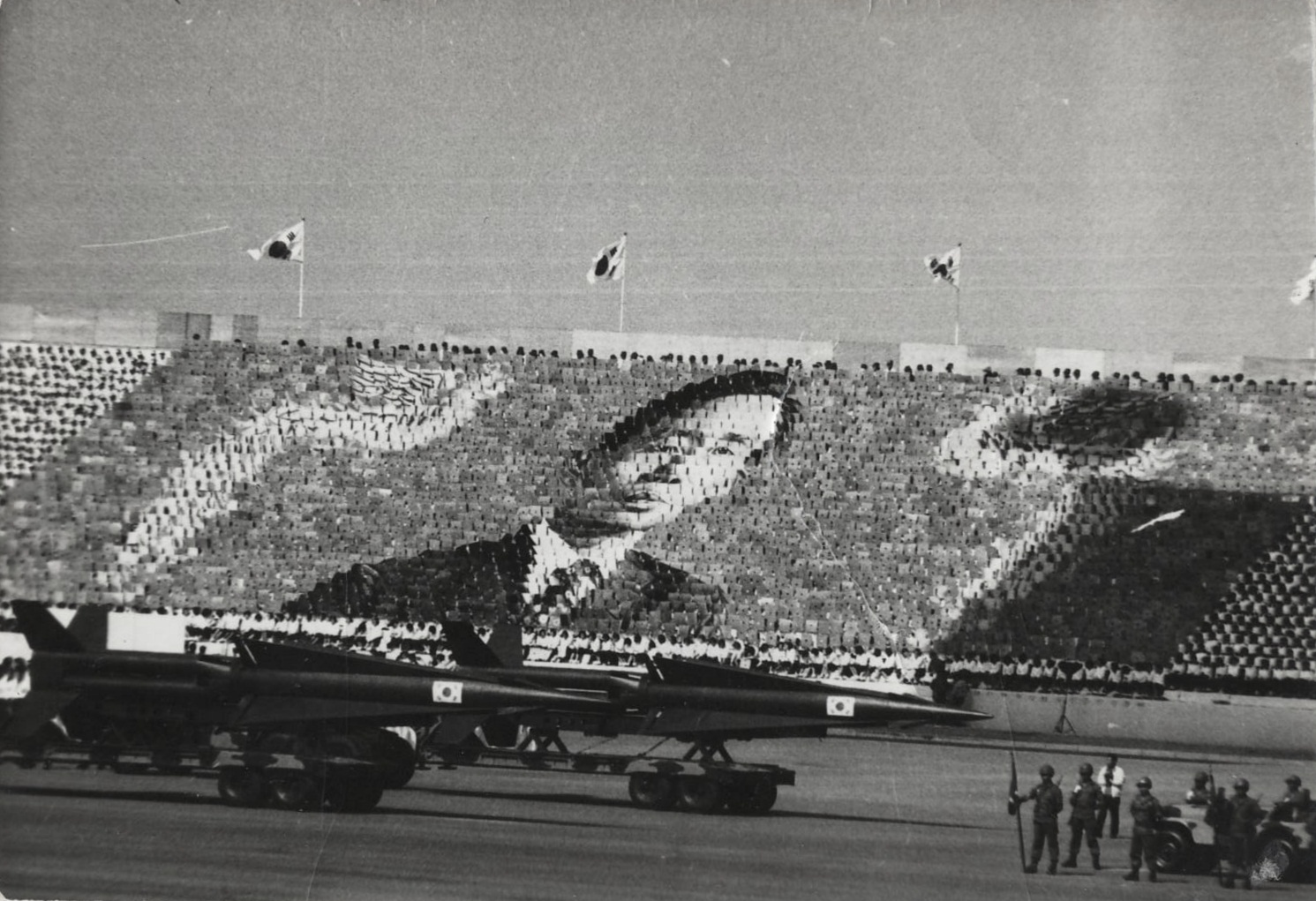
大韓民国国軍によるパレードにて表現された大韓民国の朴正煕大統領の肖像（1973年10月1日）。

大韓民国では1972年10月の維新クーデター後、「維新体制」と呼ばれる第四共和国時代に朴正煕大統領を表現するマスゲームが行われた。